# Relógio de Balthazar Martinot

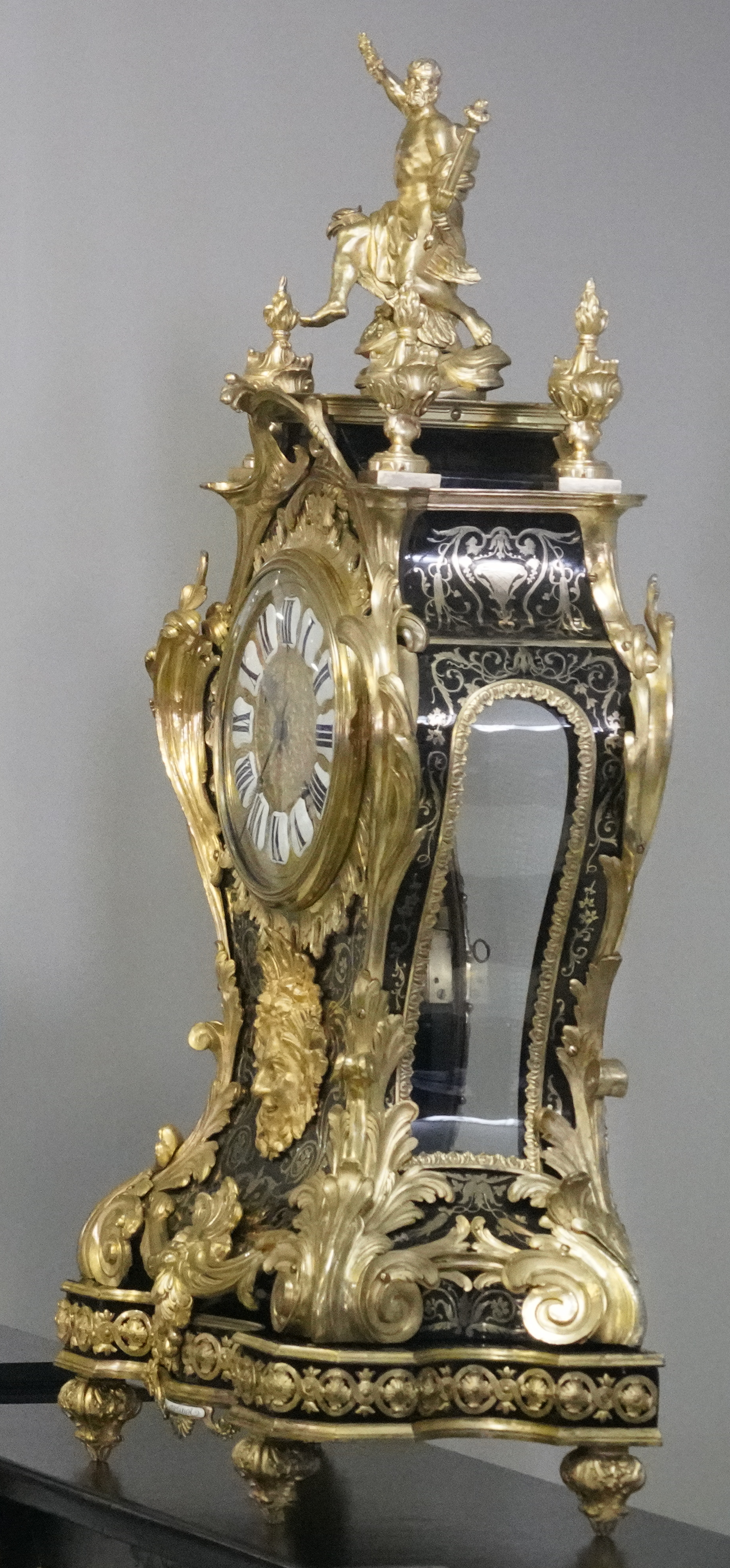
O relógio em janeiro de 2025, após o restauro.

O Relógio de Balthazar Martinot, também chamado de relógio de Dom João VI, é um relógio de mesa dado a Dom João VI. Trata-se de uma peça original do século XVII, que está em território brasileiro desde 1808. Foi construído por Balthazar Martinot, o relojoeiro do monarca absolutista francês Luís XIV e existiam, em 2022, apenas dois relógios de Martinot no mundo. O outro relógio está exposto no Palácio de Versalhes, na França, muito embora este tenha apenas metade do tamanho da peça que está no Brasil.
O Relógio, de elevado valor histório para o Brasil, foi severamente danificado por terroristas bolsonaristas durante os ataques às sedes dos Três Poderes, em 8 de janeiro de 2023.
Em maio de 2024, uma perícia realizada pela Polícia Federal apontou que o relógio raro foi vandalizado duas vezes.

## Características
O relógio tem coloração de bronze dourado com partes escultóricas e foi dado de presente a Dom João VI pela corte francesa e exposto no Palácio do Planalto, obra projetada por André-Charles Boulle e construída por Balthazar Martinot, relojoeiro de Luís XIV, uma das duas únicas peças remanescentes deste artífice.

## Destruição
Em 2023, o relógio foi severamente danificado pelo terrorista bolsonarista Antônio Cláudio Alves Ferreira durante os ataques às sedes dos Três Poderes. Imagens gravadas por câmeras de segurança mostram Antônio Ferreira com uma camiseta preta estampada com o rosto do ex-presidente Jair Bolsonaro jogando violentamente ao chão o relógio, que estava exposto no terceiro andar do Palácio da Alvorada. Em seguida, o criminoso derrubou o móvel no qual a peça histórica estava exposta e tentou quebrar a própria câmera de segurança, sem sucesso. Durante o restante da ação, outros terroristas acabaram por pisotear e danificar ainda mais a relíquia histórica. Durante a tentativa de golpe, várias outras obras de arte e relíquias foram danificadas, roubadas ou destruídas, como uma tela de Di Cavalcanti, avaliada em cerca de 20 milhões de reais, que foi rasgada por um dos criminosos de extrema-direita.
O diretor de curadoria dos Palácios Presidenciais, Rogério Carvalho, afirmou, em nota publicada pela Presidência da República, que seria possível recuperar a maioria das obras vandalizadas, com eventual exceção do relógio de mesa dado a Dom João VI, dado o grau de danos sofridos pela peça e a dificuldade de substituição de partes muito danificadas, em função da singularidade e originalidade do item.
Em maio de 2024, uma perícia realizada pela Polícia Federal nas imagens do circuito interno do Palácio do Planalto identificou que o relógio raro de Balthazar Martinot foi danificado em dois momentos diferentes durante os ataques do dia 8 de janeiro de 2023.

## Suspeito identificado
Antônio Cláudio Alves Ferreira, o suspeito identificado pelas imagens do sistema de segurança do Palácio do Alvorada, foi preso pela Polícia Federal no dia 23 de janeiro de 2023 enquanto estava foragido em Uberlândia. Antes de participar dos atentados terroristas, Ferreira trabalhava como mecânico e residia em Catalão. Testemunhas de Catalão relataram que Ferreira radicalizou-se com um discurso de extrema-direita, ao ponto de abandonar sua casa e profissão dias antes para participar dos acampamentos golpistas de Brasília. A Polícia Civil do Estado de Goiás também informou que Ferreira teve prisões anteriores por ameaça e tráfico de drogas.
Em 21 de junho de 2024, Ferreira foi condenado a 17 anos de prisão.
Em 28 de junho de 2024, o Supremo Tribunal Federal (STF) formou maioria de votos para condenar Ferreira, que quebrou um relógio histórico durante os atos golpistas.
Em 17 de junho de 2025, um juiz de Uberlândia, em Minas Gerais, decidiu soltar Ferreira sem tornozeleira eletrônica.
Em 19 de junho de 2025, o ministro do STF, Alexandre de Moraes, revogou a soltura autorizada pelo juiz de Uberlândia e determinou que Ferreira volte à prisão. Moraes também determinou a abertura de investigação sobre a conduta do juiz. No dia seguinte, a Polícia Federal prendeu Ferreira na cidade de Catalão, em Goiás.